# Henry Philip Hope
Henry Philip Hope, né le 8 juin 1774 à Amsterdam (Pays-Bas) et mort le 5 décembre 1839 à Kent (Royaume-Uni), est un collectionneur d'origine néerlandaise établi à Londres. Il est l'un des héritiers de la banque Hope & Co. sans avoir été un banquier lui-même mais plutôt un dilettante des arts et plus particulièrement des gemmes.

## Origines
Il est fils de Jan Hope (en) (14 février 1737-20 avril 1784) et de Philippina Barbara van der Hoeven (morte le 1er janvier 1790). Il est le frère benjamin de Thomas Hope (1769-1831) et d'Adrian Elias Hope (8 juillet 1772-16 septembre 1834),.

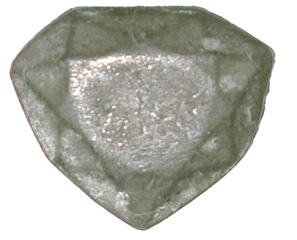
Moulage en plomb du diamant bleu de Louis XIV volé à la France en 1792 et dont les archives du Muséum attestent qu'il appartenait à Henry Philip Hope après sa retaille de 1812.

## Un grand collectionneur de gemmes
Il fut un grand collectionneur de gemmes dont le diamant bleu de 45,52 carats (environ 9,1 g) ainsi qu'une grande perle de 1 800 grains (soit 90 g) qui portent toujours le nom de Hope : le catalogue de sa collection fut publié peu de temps après sa mort par Bram Hertz.
Les conditions de l'acquisition du diamant bleu demeurent incertaines. Les archives retrouvées au Muséum national d'histoire naturelle ne laissent place à aucune certitude : « Un certain Charles Achard, donateur du plomb [au musée] et joaillier à Paris, a laissé l'indication que le diamant français aurait été possédé par son client « Mr Hoppe [sic] de Londres ». Il devient alors possible d'envisager qu'Henry Philip Hope a acquis le diamant bleu français après son vol en 1792. » Serait-ce lui qui l'aurait fait retailler vers 1812 pour le mettre en gage de manière à récupérer des liquidités à la suite de la dévaluation de la livre sterling liée au blocus continental de l'Angleterre imposé par Napoléon Ier ?  Ces mêmes archives révèlent qu'Henry Philip Hope a également acheté un saphir de 137 carats ayant auparavant appartenu à la famille Ruspoli de Rome et qui fut confondu jusqu'en 2013 avec le « Grand Saphir » de Louis XIV, de poids comparables mais de facettages très différents (losange au lieu de coussin). 
Dans son ouvrage sur les pierres précieuses, le minéralogiste français René-Just Haüy cite Henry Philip Hope comme l'un des mécènes les plus distingués de son temps. 

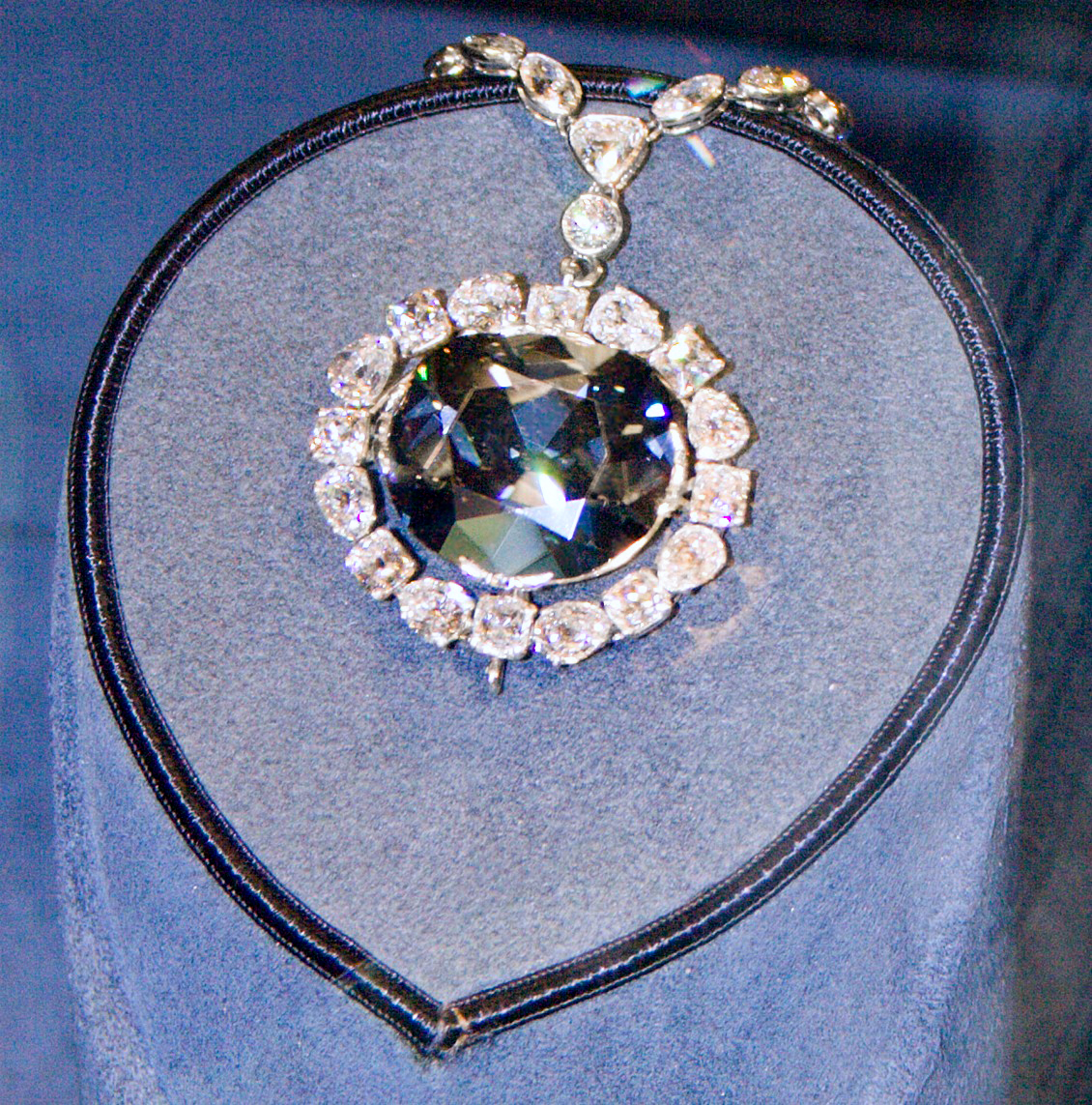
Le diamant Hope.

Hope a été également propriétaire de la sculpture Psyché ranimée par le baiser de l'Amour d'Antonio Canova pendant une courte période à la fin des années 1790 avant de la revendre à Joachim Murat en 1800.